# Бугонія (фільм)
«Бугонія» (англ. Blink Twice) — прийдешня науково-фантастична комедія, знята Йоргосом Лантімосом за сценарієм Вілла Трейсі. Англомовний ремейк південнокорейського фільму 2003 року «Врятуйте зелену планету!».

## Синопсис
Двоє схиблених на конспірології молодих людей викрадають впливового генерального директора великої компанії, переконані, що вона — інопланетянка, яка має намір знищити планету Земля.

## Акторський склад
| Актор               | Роль                                       |
| ------------------- | ------------------------------------------ |
| Емма Стоун          | Мішель гендиректор фармацевтичної компанії |
| Джессі Племенс      | Тедді пасічник-конспіролог                 |
| Алісія Сільверстоун | мама Тедді                                 |
| Ставрос Халкіас     |                                            |

## Виробництво
Розробка англомовного римейку південнокорейського фільму «Врятуйте зелену планету!» Чан Джун Хвана розпочалася у 2020 році, коли Вілл Трейсі адаптував сценарій, а Чан долучився до режисури римейку. Арі Астер був підписаний як продюсер і відіграв важливу роль у наймі Трейсі та у прийнятті рішення про зміну статі центрального персонажа з чоловіка на жінку.
У лютому 2024 року стало відомо, що Йоргос Лантімос буде режисером ремейку, а Element Pictures приєднається до команди виробництва. Емма Стоун також вела переговори про участь у фільмі. У березні 2024 року Джессі Племонс вів переговори про участь у фільмі, і він офіційно приєднався до акторського складу до того часу, як фільм отримав назву «Бугонія» та представлено на Каннському кіноринку.

### Зйомки
Основні зйомки розпочалися в липні 2024 року у Великій Британії, а додаткові сцени також планується зняти в Нью-Йорку.

## Випуск
Focus Features придбала права на дистрибуцію проєкту в США на кіноринку Marché du Film у травні 2024 року, CJ ENM зберегла права на дистрибуцію в Південній Кореї, а Universal Pictures взяла на себе міжнародну дистрибуцію в усьому світі.
Прем'єра фільму в США запланована на 7 листопада 2025 року.